# Exobasidiomycetidae
De Exobasidiomycetidae vormen een subklasse van schimmels uit de klasse van de branden (Ustilaginomycetes).

## Taxonomie
De taxonomische indeling van de Exobasidiomycetidae is als volgt:
Sublasse: Exobasidiomycetidae
- Orde: Ceraceosorales
  - Familie: Ceraceosoraceae
- Orde: Doassansiales
  - Familie:  Doassansiaceae
  - Familie: Melaniellaceae
  - Familie: Rhamphosporaceae
- Orde: Entylomatales
  - Familie: Entylomataceae
- Orde: Exobasidiales
  - Familie: Brachybasidiaceae
  - Familie: Cryptobasidiaceae
  - Familie: Exobasidiaceae
  - Familie: Graphiolaceae
- Orde: Georgefischeriales
  - Familie: Eballistraceae
  - Familie: Georgefischeriaceae
  - Familie: Tilletiariaceae
- Orde: Golubeviales
  - Familie: Golubeviaceae
- Orde: Microstromatales
  - Familie: Microstromataceae
- Orde: Sporidiales
  - Familie: Sporidiobolaceae
- Orde: Tilletiales
  - Familie: Tilletiaceae